# Parakka

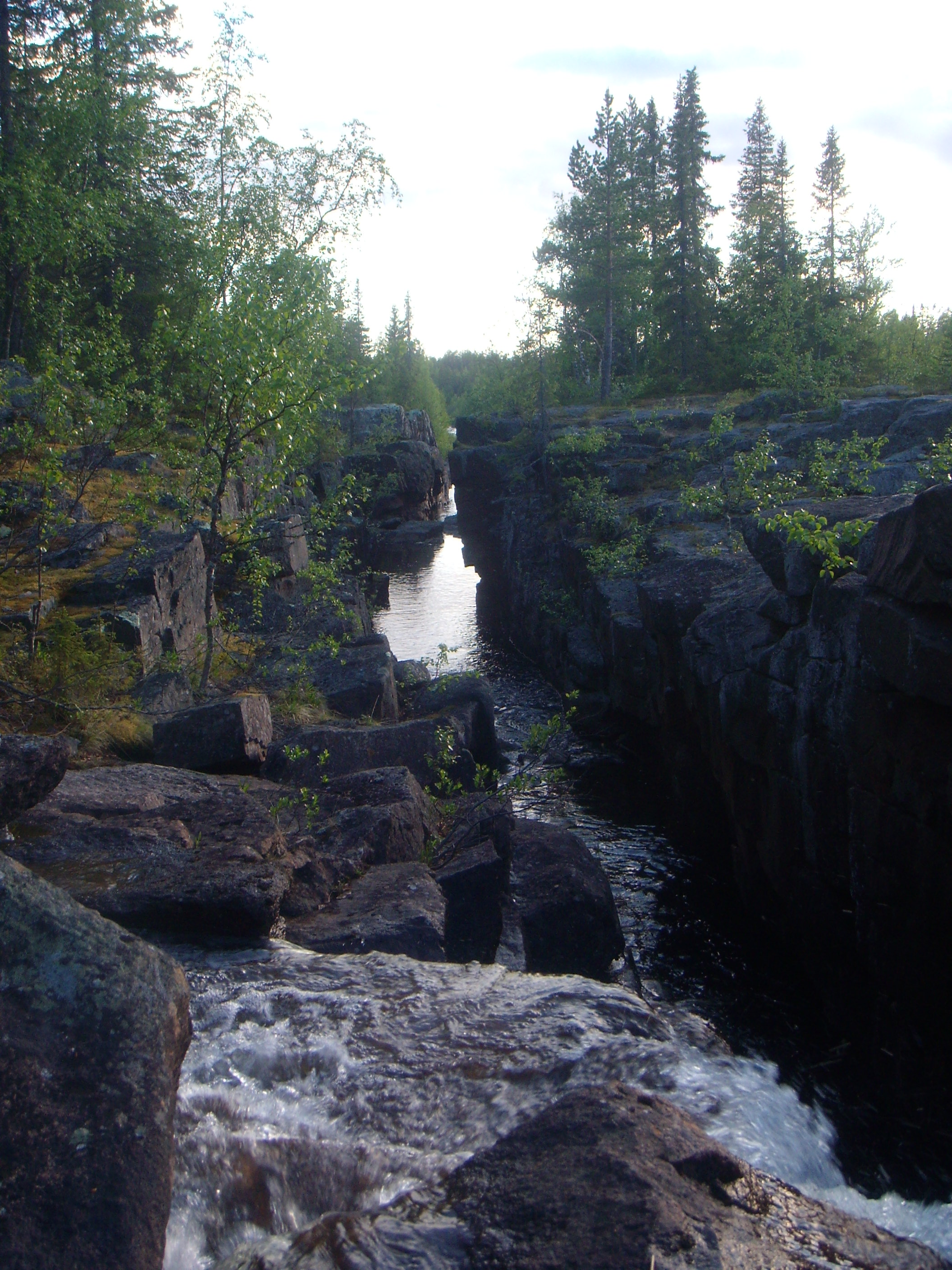
Parakkakurkio, avstickare från Kalixälven

Parakka är en by i Jukkasjärvi socken, Kiruna kommun. Byn ligger i Torne lappmark.
Parakka ligger cirka 20 kilometer söder om Vittangi, vid Kalixälven.
Parakka består av Övre och Nedre Parakka. De förbinds via länsväg BD 864 med allmänna vägnätet (E45 vid Uumaa).
Centrala punkter i byn är K. Lindmarks, den före detta lanthandeln där det till 2016 fanns en bensin- och dieselpump. Den senare har blivit en naturlig mötesplats för både fastboende och stugägare trots att de flesta hus i byn numera har egna faciliteter.

## Historia
Parakka kallades på 1600-talet för Tabors berg. Området var då skatteland för samesläkten Keisari. Omkring 1680 såldes skattelandet till Henrik Mickelsson som upptog nybygget Mikonheikki, antagligen beläget en bit utanför den nuvarande byn. Parakkavaara nybygge grundades på 1690-talet av skogssamen Per Jönsson Parakkavaara. Parakka uppstod på 1700-talet när Parakkavaara och Mikonheikki slogs samman. 
Under 1960-talet fanns både låg-, mellan- och högstadieskola i byn.
De huvudsakliga sysselsättningarna fram till mitten på 1900-talet var jordbruk, där det bland annat odlades vete, något som kan verka alldagligt men om man beaktar att odlingsgränsen går bara någon mil norr om Parakka är det värt att notera. Huvudsysslan var emellertid skogsbruket. De stora avverkningarna under 1950- till 70-talet bidrog till byns centrala roll i västra Tornedalen.